# 原田喧太
原田 喧太（はらだ けんた、1970年3月3日 - ）は、日本のギタリスト、俳優。アクセルミュージックエンターテイメント（吉川晃司の設立した事務所）、株式会社H3を経て、父・原田芳雄が設立した事務所ギルドB所属。俳優・原田芳雄の長男。東京都出身。身長172cm、体重58kg、血液型A型。「喧」が人名用漢字ではないため、戸籍上の本名は原田 けん太だという（芳雄がテレビ番組で言及）。

## 人物
- ハードロックバンド「ACTION！」のギタリスト。
- 1990年にバンド「Paradise Jam」（ヴォーカル：森薫、ギター・コーラス：原田喧太、ドラム：赤丸剛）のメンバーとしてイーストウエスト・ジャパンよりメジャー・デビュー。1992年に活動休止。
- 1994年にはアルバム「Glorious Colours」（東芝EMI）でソロアーティストとしてデビュー。
- デーモン閣下、吉川晃司、及川光博、ASKA、大黒摩季など、様々なアーティストのレコーディング、ライブにサポートギタリストとして参加している。
- ギタリストとしてはex.SIAM SHADEのNATCHINらと結成したDogsBoneというバンドで、Janne Da Arcのベーシストka-yu（松本和之）のソロプロジェクトで、また2009年夏ごろからはTHE TRIPLE Xのメンバーとしても活動している。更にKinKi KidsやSkoop On Somebodyとも交流がある。
- 父・原田芳雄の影響で鉄道好き。父の鉄道英才教育は大変なもので、SLのレコードを延々と聞かせるなどエピソードは数多くある。タモリ電車クラブのシルバー会員でもある。
- 京都造形芸術大学で講師としてギターを教えている。
- 江口洋介、金山一彦など親交が深い、江口とは「ザリガニ・ブラザーズ」という音楽ユニットを組んでいた。
- 佐藤浩市は義兄（原田の妻の姉が佐藤の妻）[4]。そのため、佐藤の長男で俳優の寛一郎は甥に当たる。
- 2022年、長男の原田琥之佑が俳優デビュー[4]。

## 出演

### テレビドラマ
- 痛快!ロックンロール通り（1988年、TBS）

### バラエティ
- やまだかつてないテレビ（フジテレビ）（1989年-1990年）※「やまだかつてないバンド」メンバーとして
- LOVE LOVE あいしてる（フジテレビ）※「LOVE LOVE ALL STARS」メンバーとして

### テレビアニメ
- へうげもの（2011年）中川秀政 役
- メタルファイト ベイブレード 4D（2011年）村人 役

### 映画
- CAT'S EYE キャッツ・アイ（1997年、東宝）内海俊夫 役
- THE CODE/暗号（2009年5月9日）探偵569 役
- さすらいのボンボンキャンディ（2022年10月29日）マサル 役
- 「桐島です」（2025年7月4日） -  バーの店主 役